# エミール・ブルナー

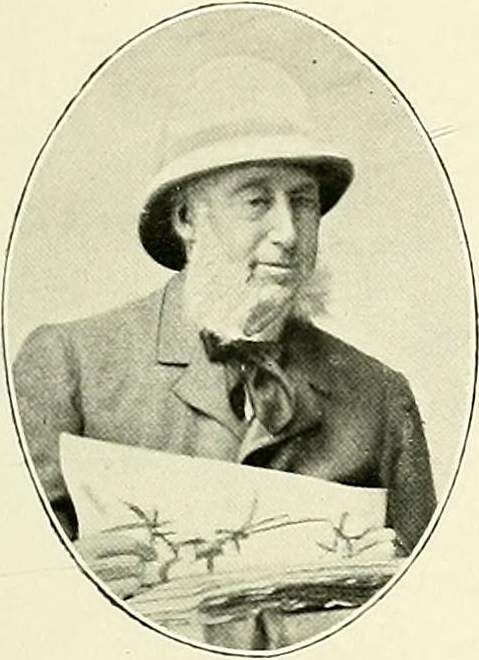
Émile Burnat

エミール・ブルナー（Émile Burnat、1828年10月21日 - 1920年8月31日）は、スイスのエンジニア、植物学者である。

## 略歴
ヴォー州のヴヴェイに生まれた。ジュネーヴで数学などを学んだ後、エコール・サントラルで工学を学び1851年に卒業した。叔父の実業家、ジャン・ドルフス（Jean Dolfuss）の会社で働いた。1868年に祖父の遺産を相続したことから、実業界を引退し、植物学の研究に転じた。1870年に各地を旅し、カーンではフランスの植物学者、チュレ（Thuret）やボルネ（Bornet）と知り合った。マリタイム・アルプス（アルプス南西部）の植物の研究で知られ、ジュネーブ植物園長のジョン・イサーク・ブリケらと共著で、「マリタイム・アルプスの花」("Flore des Alpes Maritimes")を出版した。210,000点以上の標本と2600巻の書籍を収集した。ローザンヌ大学、チューリッヒ大学から名誉博士号を受け、1914年にレジオンドヌール勲章を受勲した。
オモダカ科の植物の属名、Burnatiaなどに献名されている。

## 著作
- Flore des Alpes maritimes ou Catalogue raisonné des plantes qui croissent spontanément dans la chaîne des Alpes maritimes, etc.; (7 volumes 1892-1931, John Isaac Briquet、François Cavillierと共著)
- Catalogue raisonné des Hieracium des Alpes Maritimes; (1883, August Gremliと共著).